# Opsiclines
Opsiclines là một chi bướm đêm thuộc họ Yponomeutidae.

## Các loài
- Opsiclines leucomorpha - Lower, 1900